# Cohors I Flavia Damascenorum
Die Cohors I Flavia Damascenorum [sagittariorum oder sagittaria] [milliaria] [equitata] (deutsch 1. flavische Kohorte aus Damaskus [der Bogenschützen] [1000 Mann] [teilberitten]) war eine römische Auxiliareinheit. Sie ist durch Militärdiplome, Inschriften und Ziegelstempel belegt.

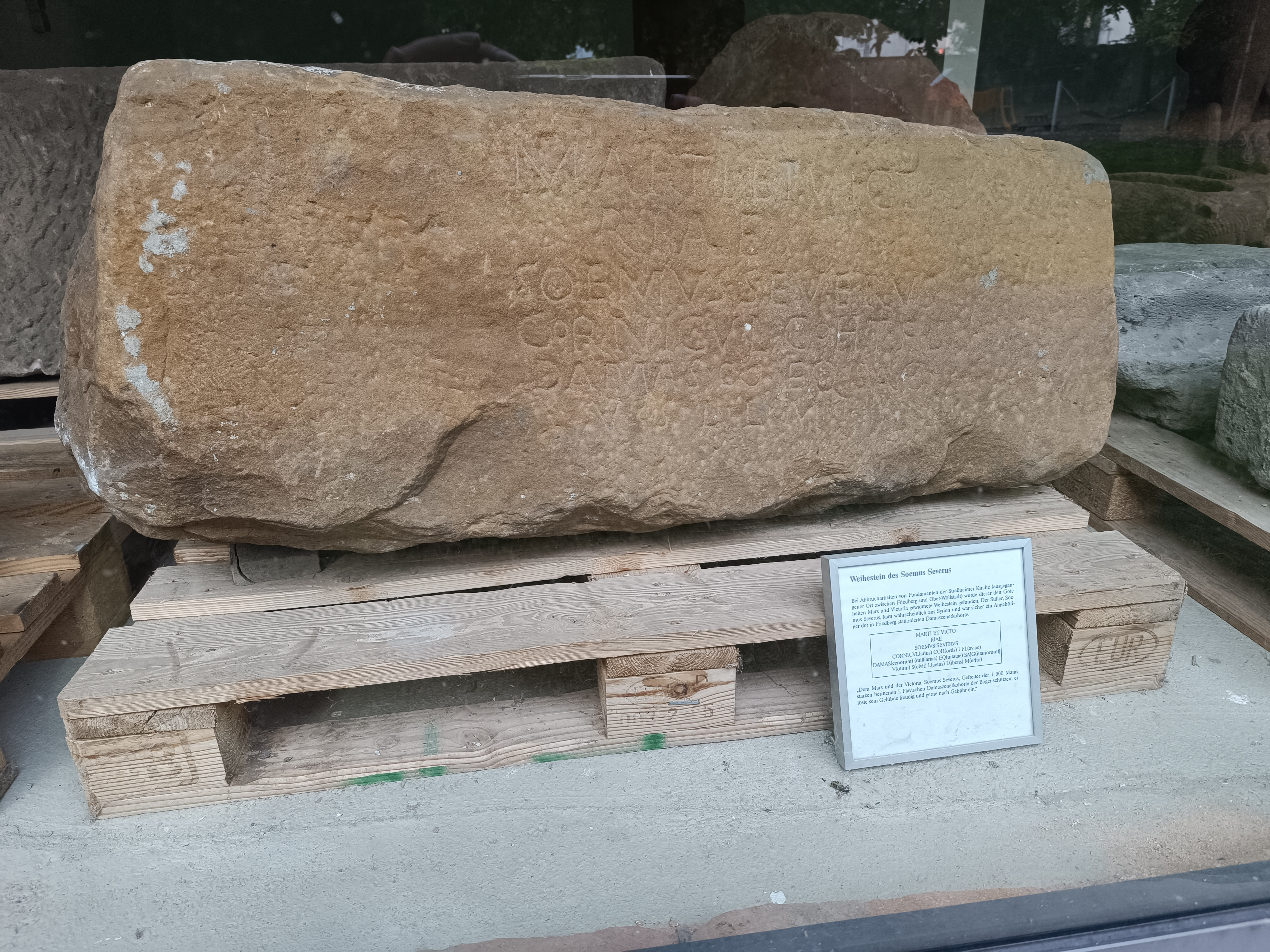
In der Friedberger Innenstadt ausgestellter Weihestein des Soemus Severus, dessen Inschrift auf die dort einst im Kastell stationierten syrischen Soldaten Bezug nimmt.

## Namensbestandteile
- Flavia: die Flavische. Die Ehrenbezeichnung bezieht sich auf die flavischen Kaiser Vespasian, Titus und Domitian. Es sind insgesamt 14[2] Kohorten mit diesem Namenszusatz bekannt. Die Kohorte wurde möglicherweise in julisch-claudischer Zeit aufgestellt und von Vespasian nach dem Jüdischen Krieg zu einer Cohors milliaria erweitert, wobei der Einheit wohl auch der kaiserliche Name verliehen wurde.[3]

- Damascenorum: aus Damaskus. Die Soldaten der Kohorte wurden bei Aufstellung der Einheit aus der Stadt Damaskus und ihrer Umgebung rekrutiert.

- sagittariorum oder sagittaria: [der/aus] Bogenschützen. Der Zusatz kommt in der Inschrift (CIL 13, 7395) in der Abkürzung sag vor.

- milliaria: 1000 Mann. Je nachdem, ob es sich um eine Infanterie-Kohorte (Cohors milliaria peditata) oder einen gemischten Verband aus Infanterie und Kavallerie (Cohors milliaria equitata) handelte, lag die Sollstärke der Einheit entweder bei 800 oder 1040 Mann. In dem Militärdiplom (CIL 16, 80) wird statt milliaria das Zeichen {\displaystyle \infty } verwendet.

- equitata: teilberitten. Die Einheit war ein gemischter Verband aus Infanterie und Kavallerie. Der Zusatz kommt in der Inschrift (CIL 13, 7395) vor.

Die Einheit war eine Cohors milliaria equitata. Die Sollstärke der Einheit lag daher bei 1040 Mann, bestehend aus 10 Centurien Infanterie mit jeweils 80 Mann sowie 8 Turmae Kavallerie mit jeweils 30 Reitern.

## Geschichte
Der erste Nachweis der Einheit in der Provinz Germania Superior beruht auf einem Diplom, das auf das Jahr 90 n. Chr. datiert ist. In dem Diplom wird die Kohorte als Teil der Truppen (siehe Römische Streitkräfte in Germania) aufgeführt, die in Germania Superior stationiert waren. Weitere Diplome, die auf 116 und 134 datiert sind, belegen die Einheit in derselben Provinz.

## Standorte
Die Kohorte war in Germania Superior in einem Lager auf dem Friedberger Burgberg stationiert. An mehreren Orten wurden Ziegel mit den folgenden Stempeln gefunden: COH DAM bei Friedberg (CIL 13, 12438), C P F D bei Arnsburg (CIL 13, 12439), C T F D bei Saalburg (CIL 13, 12440) und COH I F DA {\displaystyle \infty } bei Deutz (CIL 13, 12441).

## Angehörige der Kohorte
Folgende Angehörige der Kohorte sind bekannt.
- Faustinius Faustinus, ein Soldat (CIL 13, 6270)
- Sextius Ursus, ein Veteran (AE 1978, 536)
- Soemus Severus, ein Cornicularius (CIL 13, 7395)